# Idiops petiti
Espèce
Synonymes
- Acanthodon petitii Guérin, 1838
- Acanthodon santaremia F. O. Pickard-Cambridge, 1896
- Idiops crulsi Mello-Leitão, 1930

Idiops petiti est une espèce d'araignées mygalomorphes de la famille des Idiopidae.

## Distribution
Cette espèce est endémique du Brésil. Elle se rencontre au Pará, en Amazonas, au Roraima et au Rondônia.

## Description
Le mâle décrit par Fonseca-Ferreira, Guadanucci, Yamamoto et Brescovit en 2021 mesure 17,2 mm et la femelle 13 mm.

## Systématique et taxinomie
Cette espèce a été décrite sous le protonyme Acanthodon petitii par Guerin-Meneville en 1838. Elle est placée dans le genre Idiops par O. Pickard-Cambridge en 1870.
Idiops crulsi a été placée en synonymie par Bücherl, Timotheo et Lucas en 1971.
Acanthodon santaremia a été placée en synonymie par Fonseca-Ferreira, Guadanucci, Yamamoto et Brescovit en 2021.

## Étymologie
Cette espèce est nommée en l'honneur de Sauveur Petit de la Saussaye.

## Publication originale
- Guerin-Meneville, 1838 : « Arachnides. » Voyage autour du monde par les mers de l'Inde et de Chine exécuté sur la corvette de l’État La Favorite pendant les années 1830\1831 et 1832 sous le commandement de M. Laplace capitaine de frégate, Paris, vol. 5, (Zoologie), p. 161-167.